# Villamañán
Villamañán is een gemeente in de Spaanse provincie León in de regio Castilië en León met een oppervlakte van 57,80 km². Villamañán telt 1.178 inwoners (1 januari 2016).